# Памятник битве народов
Памятник Битве народов (нем. Völkerschlachtdenkmal) — одна из главных достопримечательностей Лейпцига и самый массивный памятник на территории Европы. Филиал музея истории города.

## История памятника
С 16 по 19 октября 1813 года под Лейпцигом произошла так называемая Битва народов, в которой коалиция русских, австрийских, прусских и шведских войск разбила французскую армию Наполеона Бонапарта. До Первой мировой войны эта битва являлась крупнейшей в истории Европы.
Впервые идея воздвижения памятника предложена вскоре после самой битвы Эрнстом Морицем Арндтом. Но поскольку Саксония, участвовавшая в битве на стороне Наполеона, понесла серьёзные территориальные потери, идея памятника не встретила поддержки. После приуроченной к 50-летию битвы закладки первого памятного камня в 1863 году — так называемого «Камня Наполеона» (нем. Napoleonstein) — и до конца XIX века серьёзных планов реализации памятников Битвы народов не появлялось.
На волне «национального пробуждения», связанного с основанием Германской империи, созданный лейпцигским архитектором Клеменсом Тиме Союз германских патриотов для сооружения памятника Битвы народов под Лейпцигом (нем. Deutsche Patriotenbund zur Errichtung eines Völkerschlachtdenkmals bei Leipzig) провёл в 1895 году конкурс на планируемое к столетию битвы возведение памятника, который выиграл Карл Дофляйн из Берлина. Неудовлетворённый итогами, осенью следующего года Карл Тиме инициировал проведение повторного конкурса с призовым фондом в двадцать тысяч рейхсмарок, в котором приняли участие 72 германских архитектора; первое место было присуждено Вильгельму Крайсу, второе — Отто Риту, известному Фонтаном Галатеи в Штутгарте, третье место разделили Карл Шпет и Оскар Усбек. Однако и в этот раз ни один из представленных проектов не соответствовал в достаточной мере представлениям Клеменса Тиме, вследствие чего в 1897 году разработка окончательных эскизов памятника была поручена берлинскому архитектору Бруно Шмицу, прославившемуся памятниками императору Вильгельму в Кобленце (Немецкий угол), в Порта-Вестфалика и в Гарце (Kyffhäuserdenkmal), хотя его проект занял в официальном конкурсе лишь четвёртое место.

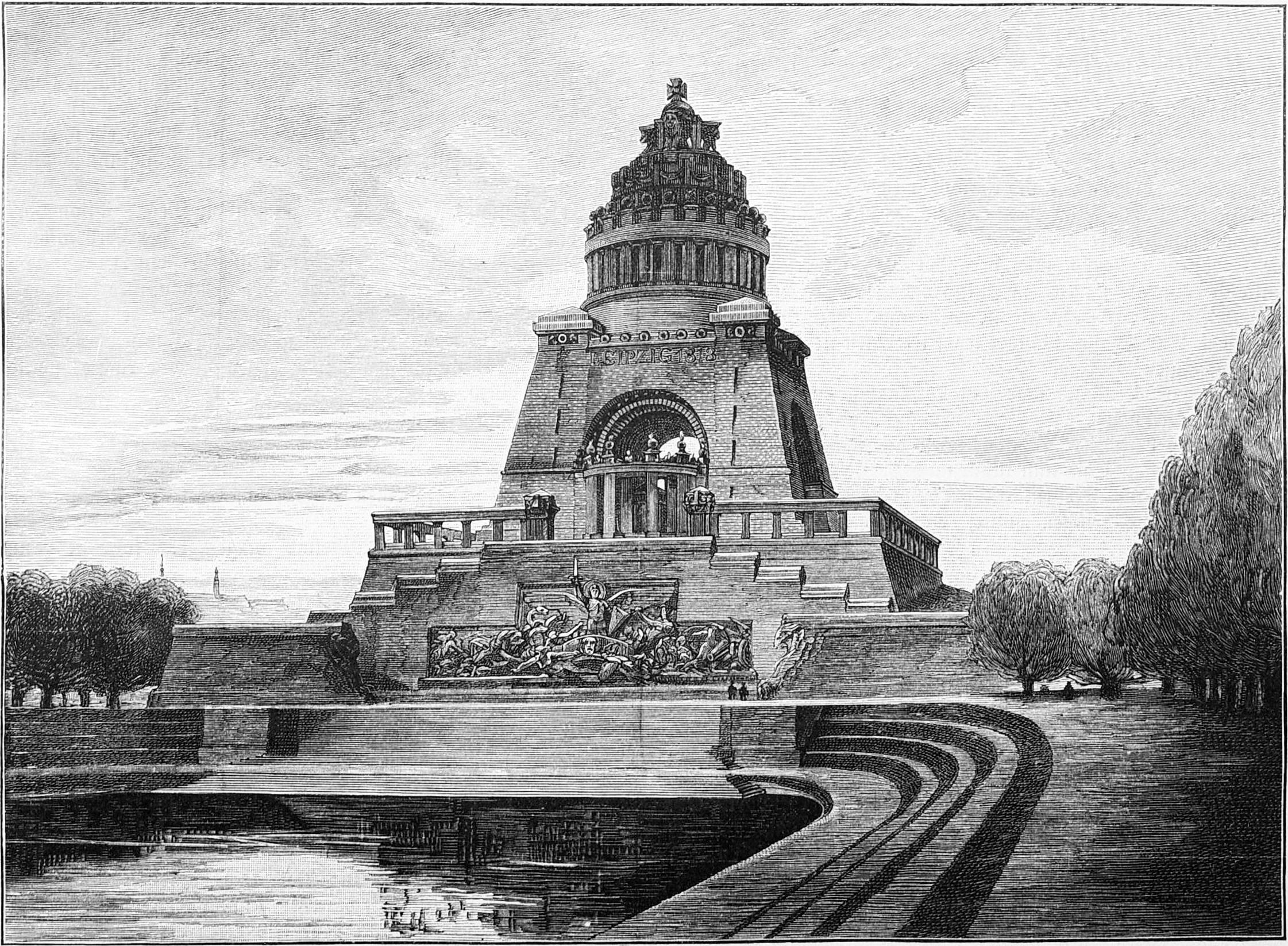
Опубликованный в 1897 году проект Бруно Шмица

Закладка национального мемориала Битвы народов состоялась 18 октября 1898 года. Бруно Шмиц изменил при этом свой изначальный проект таким образом, что изначально открытое шатровое основание запланированной на вершине круглой башни, увечанной державой (в конечном итоге отброшенной), превратилось в основной самостоятельный объём сооружения, скрывающий крипту как центральное место поминовения павших в сражении. Торжественное открытие состоялось 18 октября 1913 года, к столетию Битвы народов. Финансирование осуществлялось преимущественно за счёт специально организованной лотереи и пожертвований.
После Первой мировой войны Битва народов и посвящённый ей памятник стали трактоваться как один из символов национального подъёма; особенно в 1930—1940 годах нацисты широко использовали этот мемориал в пропагандистских целях. По этой причине во времена ГДР власти даже думали снести памятник, ассоциировавшийся с прославлением германского национализма; но как символ «русско-немецкого братства по оружию» он всё же был оставлен. Тем не менее серьёзных усилий по его сохранению не предпринималось.
В 2003 году начались работы по восстановлению монумента, которые завершились к его столетию в 2013 году. Затраты на восстановление составили больше 30 миллионов евро. Источниками финансирования являлись фонд «Памятник Битве народов», земля Саксония, город Лейпциг и пожертвования.

## Описание

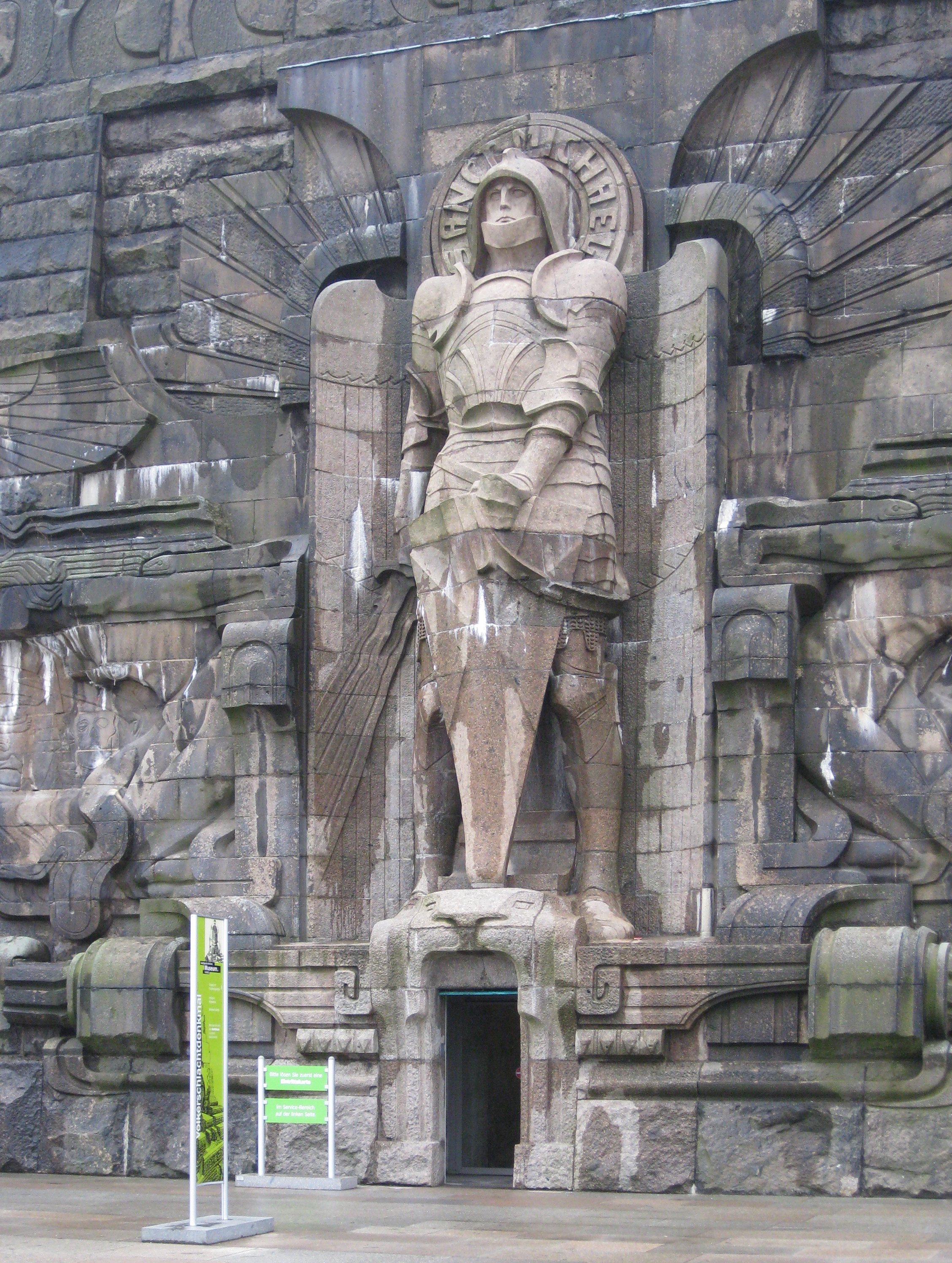
Статуя святого Михаила над главным входом

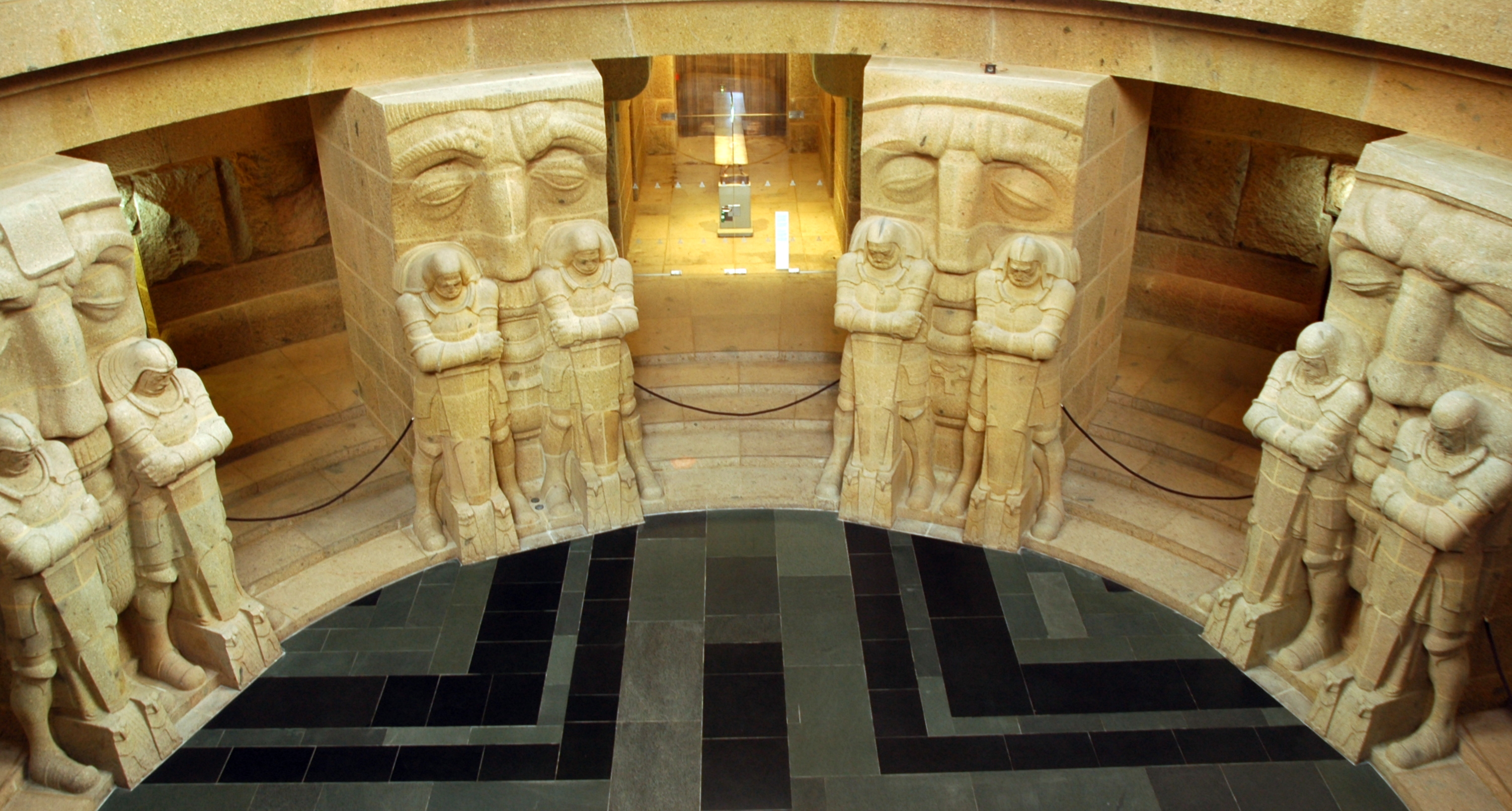
Крипта памятника Битве народов

Памятник высотой 91 м расположен на прежнем поле битвы. От основания к верхней обзорной платформе ведут 500 ступеней. С недавних пор имеется два лифта, поднимающихся до средней обзорной платформы на высоте 57 м. Внутри памятника расположен «Зал славы», на потолке которого изображены 324 всадника почти в натуральную величину. В зале стоят четыре статуи «поминальщиков» высотой 9,5 метров, олицетворяющих добродетели: храбрость, силу веры, народную мощь и самоотверженность.
Фигура у основания памятника изображает архангела Михаила, считавшегося защитником немецких солдат и во многих других битвах. Вокруг его головы высечена надпись: «Святой Михаил», а выше — «Бог с нами!».
В непосредственной близости от памятника находится камень Наполеона (Napoleonstein). На этом месте 18 октября 1813 года Наполеон расположил свою ставку. Монумент и камень Наполеона нередко считаются частями общего комплекса, посвящённого Битве народов.

## Данные
- Закладка: 18 октября 1898 г.
- Открытие: 18 октября 1913 г.
- Высота: 91 м

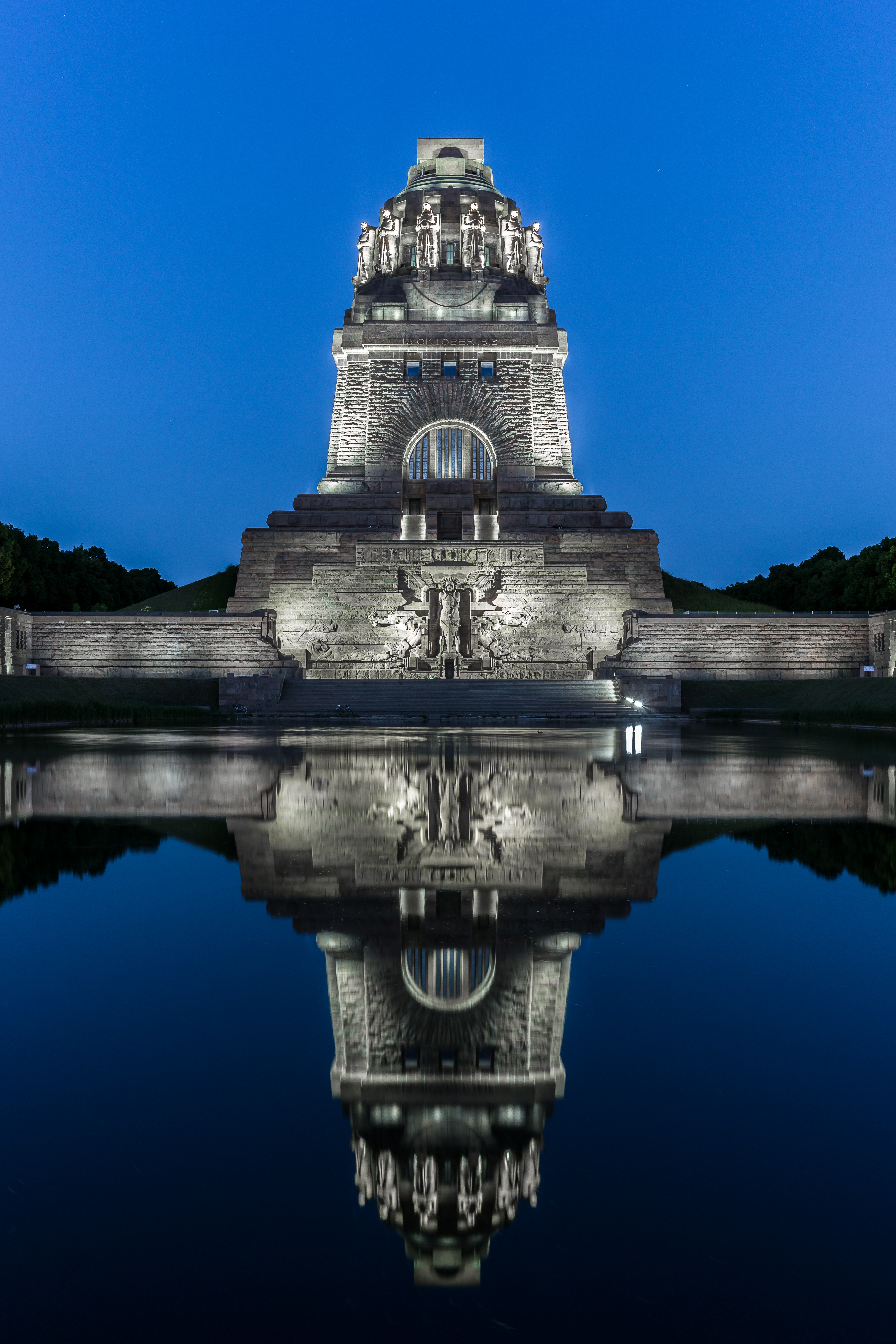
Мемориал ночью и его отражение в «Озере слёз», пролитых о павших солдатах" (2015)

- Высота внутреннего зала с куполом: 68 м
- Фундаментная плита: 80 х 70×2 м
- Количество фундаментных свай: 65 шт.
- Количество ступеней до обзорной платформы: 500 шт.
- Ширина пьедестала: 126 м
- Масса: 300 000 т
- Использовано каменных блоков: 26 500 шт.
- Использовано бетона: 120 000 м³
- Стоимость: 6 миллионов золотых марок

## Виртуальный тур

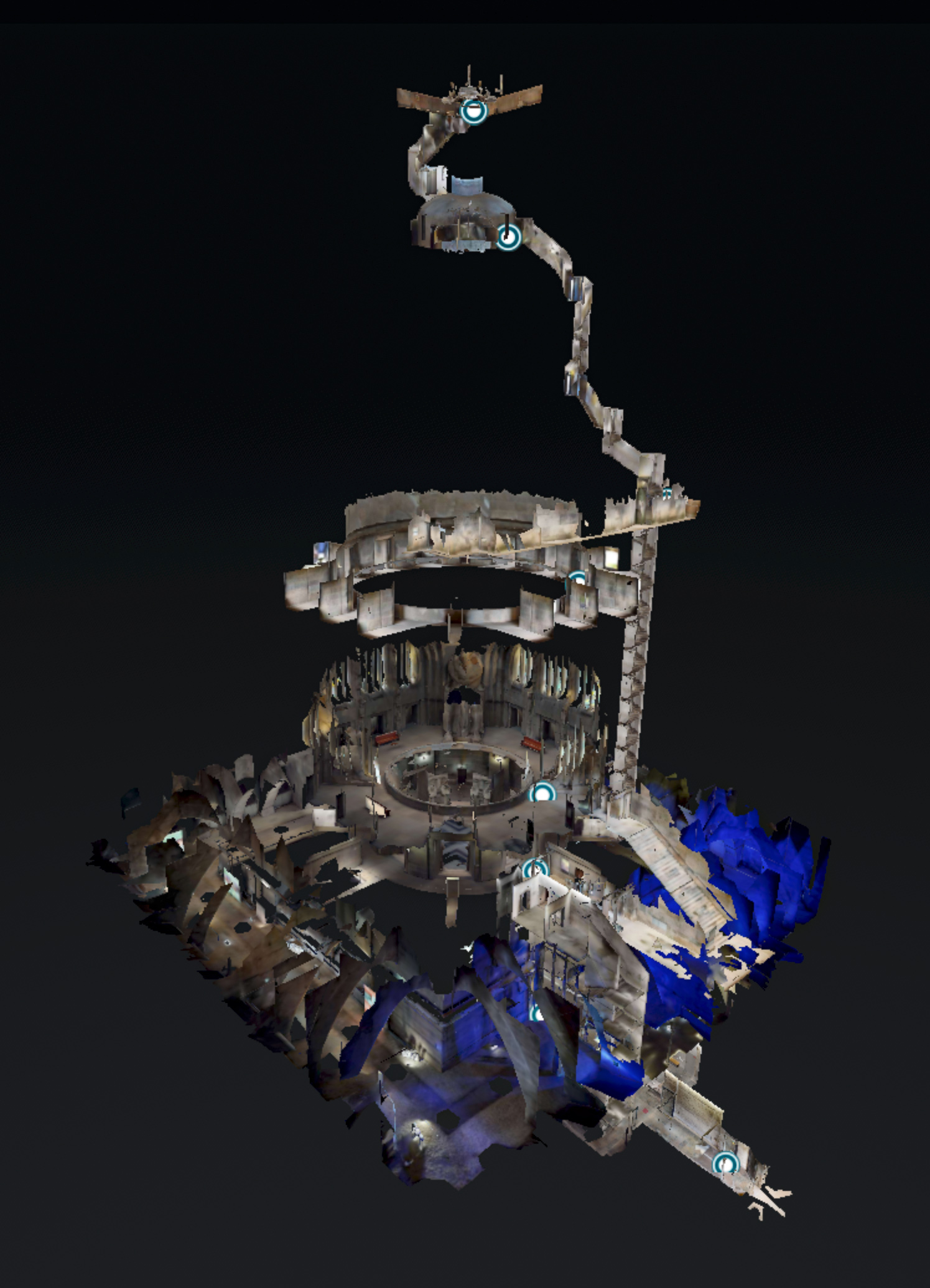

Мемориал был выбран в качестве образца для представления новых технологий трехмерной съемки объектов с очень высоким качеством, что позволяет совершить по нему уникальную виртуальную экскурсию. Ссылка на сайт — Völkerschlachtdenkmal, Leipzig Архивная копия от 18 октября 2020 на Wayback Machine.